# Елевтерия (1982)
„Елефтерия“ (на гръцки: «Ελευθερία», в превод Свобода) е гръцки вестник, издаван в град Лерин (Флорина), Гърция, от 1982 година.

## История
Вестникът започва да излиза в 1982 година. Негов издател е Никос Тулиос. По-късно вестникът спира.